# Per Sandberg (politiker)
Per Sandberg, född 6 februari 1960 i Levanger, är en norsk politiker för Fremskrittspartiet. 
Sandberg var stortingsledamot mellan 1997 och 2017 samt förste vice partiordförande i Frp från 2006 till 2018. Han var fiskeminister i Regeringen Solberg 2015–2018. Han avgick som minister och vice partiordförande 2018 efter en resa till Iran som han gjorde tillsammans med sin flickvän. Där bröt han mot flera av regeringens och den norska säkerhetspolisens säkerhetsföreskrifter.
Han har tidigare arbetat som processoperatör.